# Hynobius yiwuensis
Espèce
Statut de conservation UICN

 LC  : Préoccupation mineure

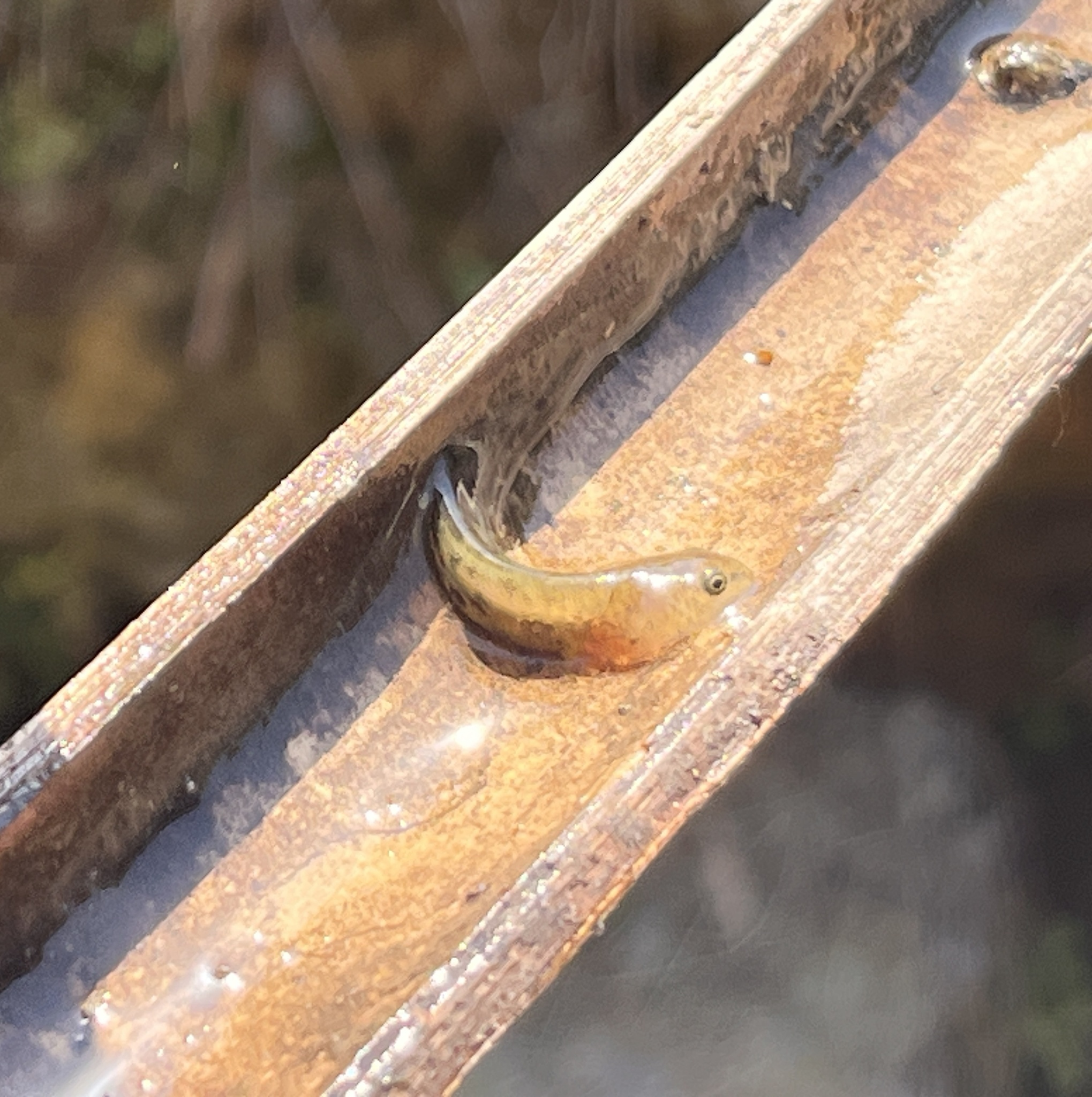
Hynobius yiwuensis

Hynobius yiwuensis est une espèce d'urodèles de la famille des Hynobiidae.

## Répartition
Cette espèce est endémique du Zhejiang en République populaire de Chine. Elle se rencontre à Zhenhai, Beilun, Xiaoshan, Wenling, Yiwu et Zhoushan de 50 à 200 m d'altitude.

## Étymologie
Son nom d'espèce, composé de yiwu et du suffixe latin -ensis, « qui vit dans, qui habite », lui a été donné en référence au lieu de sa découverte, la ville de Yiwu.

## Publication originale
- Cai, 1985 : A survey of tailed amphibians of Zhejiang, with description of a new species of Hynobius. Acta Herpetologica Sinica, New Series, Chengdu, vol. 4, no 2, p. 109-114.